# Метрогипротранс
АО «Метрогипротранс» (Государственный проектно-изыскательский институт по строительству метрополитена и транспортных сооружений) — ведущая российская проектно-изыскательная компания по созданию объектов транспортной инфраструктуры и подземных сооружений.

## История института
Институт «Метрогипротранс» основан в 1933 году под названием «Метропроект» (Техническое бюро по проектированию Московского метрополитена) как организация по проектированию метро и других подземных сооружений. Институтом разработаны проекты всех станций московского метрополитена и большинства метрополитенов в России, бывшего СССР и некоторых стран Европы (станции метро в Праге и Риме).
В последние годы к традиционным для компании проектам добавились: лёгкое метро, монорельсы, автомобильные мосты, объекты для аэропортов и железных дорог, многофункциональные транспортно-пересадочные узлы, объединяющие несколько видов транспорта, и другие объекты.

## Спроектированные объекты
Объекты, в проектировании которых принимало участие ОАО «Метрогипротранс»:
- Первый заказ на проект куйбышевского метро поступил в столичный «Метропроект» 27 апреля 1942 года — в следующем году проект был готов[2], но в связи с военным временем проект не был реализован.
- Станция «Воробьёвы горы». Реконструкция станции длилась 19 лет (2002).
- Станция «Бульвар Дмитрия Донского». После её открытия Серпуховско-Тимирязевская линия стала самой длинной линией метро в мире, целиком проходящей под землёй (2002).
- Станционный комплекс «Парк Победы» — самая глубокая станция в России (2003).
- Бутовская линия — первая линия лёгкого метро. Основная часть трассы (за исключением подземного участка 1,8 км) проходит на эстакаде (2003).
- Московская монорельсовая транспортная система — первая в России монорельсовая система — линия протяженностью 4,7 км, 6 станций и депо (2004).
- Второй вестибюль станции «Маяковская» (2005).
- Подземный железнодорожный терминал аэропорта «Внуково» и 1,5 км подземный участок железной дороги — уникальное инженерно-техническое сооружение, не имеющее аналогов в отечественной практике (2005).
- Станции «Деловой центр» (2005) и «Международная» (2006), связавшие исторический центр Москвы с новым деловым районом — Московским международным деловым центром.
- Ленинградский тоннель в составе Транспортной развязки Ленинградского и Волоколамского шоссе в районе станции метро «Сокол» (2007).
- Участок Звенигородской (Краснопресненской) магистрали от пр-та Маршала Жукова до МКАД (7 км), в том числе Живописный мост и Северо-западные тоннели (2007).
- Центральный участок Люблинско-Дмитровской линии (первая очередь): станции «Трубная» и «Сретенский бульвар» (2007), (2-я очередь): станции «Достоевская» и «Марьина Роща» (2010).
- Строгинский участок Арбатско-Покровской линии: станции «Кунцевская» (реконструкция) и «Строгино» (2008).
- Живописный мост (2007).
- Новый пассажирский терминал Внуково-1: первый (2010) и второй (2012) пусковые комплексы.
- Продление Бутовской линии со станциями Лесопарковая и Битцевский парк (2014).
- Станции Большой кольцевой и частично Солнцевской линий (2014—2018).

Также в портфолио кампании есть нереализованные проекты:
- В июне 2009 года выиграла конкурс на подготовку проектной документации Ростовского метрополитена[3].
- Проект пускового участка Челябинского метрополитена: станции «Тракторозаводская», «Комсомольская площадь», «Площадь Революции», «Торговый центр», «Проспект Победы», инженерный корпус (2010).

## Заслуги института
Многие проекты «Метрогипротранса» отмечены российскими и международными наградами.
- Орден Трудового Красного Знамени в 1961 году[4]

## Сотрудники института
Численность работников организации в настоящее время составляет около 3000 человек, из них примерно 1000 — в дочерних компаниях. 
Президент института — Александр Маркович Земельман, главный архитектор — Леонид Леонидович Борзенков.